# Louise Kennedy
Louise Kennedy (geboren 1967 in Holywood, Nordirland, Vereinigtes Königreich) ist eine irische Schriftstellerin.

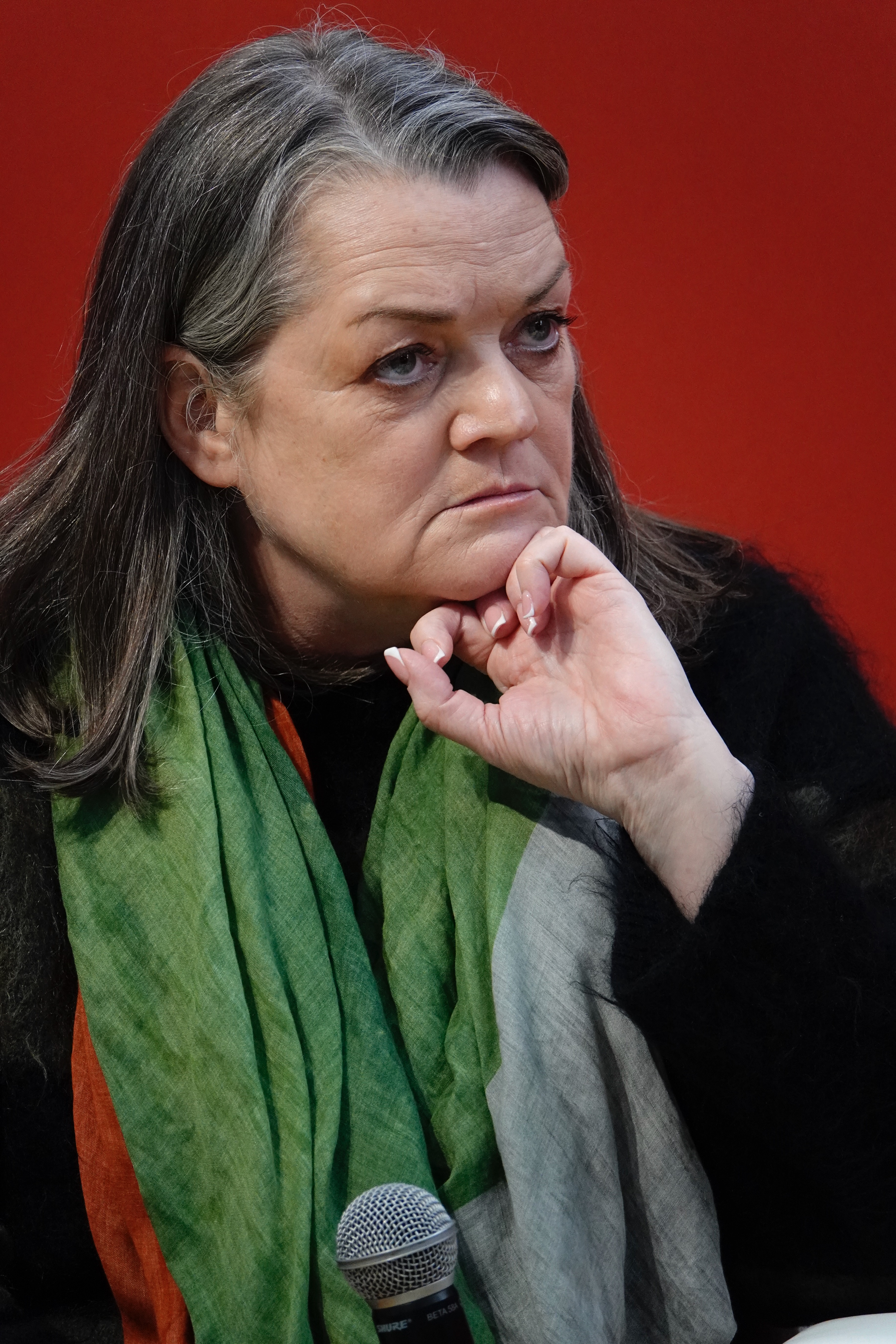
Louise Kennedy (2025)

## Leben
Louise Kennedy zog mit 12 Jahren in die Republik Irland nach Dublin und Kildare. Sie lernte Köchin und arbeitete dreißig Jahre lang als Köchin, bevor sie begann, Kurzgeschichten zu schreiben, und diese in Zeitschriften veröffentlichte. Nach einem Band Kurzgeschichten veröffentlichte sie mit Trespasses ihren ersten Roman, für den sie 2022 den Irish Book Award erhielt und 2023 auf der Shortlist des Women’s Prize for Fiction stand.
Sie arbeitet an der Queen’s University Belfast an einer Dissertation über die Schriftstellerin Norah Hoult. Kennedy ist verheiratet, hat zwei erwachsene Kinder und lebt in Sligo (2023).

## Werke
- Trespasses. London: Bloomsbury Publishing, 2023, ISBN 978-1-5266-2332-4
  - Übertretung : Roman. Übersetzung Claudia Glenewinkel, Hans-Christian Oeser. Göttingen: Steidl, 2023
- The End of the World Is a Cul de Sac. New York: Riverhead Books, 2023, ISBN 978-0-593-54092-3
  - Das Ende der Welt ist eine Sackgasse. Übersetzung Claudia Glenewinkel, Hans-Christian Oeser. Göttingen: Steidl, 2025